# Isotopes du fermium
Le fermium (Fm, numéro atomique 100) est un élément synthétique, il n'en existe donc pas dans la nature et il n'a pas d'isotope stable. Le premier isotope découvert (dans les retombées d'un essai nucléaire) était le 255Fm, en 1952. Le 250Fm a été synthétisé indépendamment peu après. On lui connaît aujourd'hui vingt radioisotopes (241Fm à 260Fm, ce dernier n'étant pas confirmé), et deux isomères nucléaires, 250mFm et 251mFm. L'isotope à plus longue demi-vie est le 257Fm (100,5 j) et l'isomère à plus longue demi-vie est le 250mFm (1,8 s).

## Table
| symbole du nucléide | Z(p)                 | N(n)                 | masse isotopique (u) | demi-vie      | mode(s) de désintégration, | isotope(s) fils | spin nucléaire |
| symbole du nucléide | énergie d'excitation | énergie d'excitation | énergie d'excitation | demi-vie      | mode(s) de désintégration, | isotope(s) fils | spin nucléaire |
| ------------------- | -------------------- | -------------------- | -------------------- | ------------- | -------------------------- | --------------- | -------------- |
| 241Fm               | 100                  | 141                  | 241,07421(32)#       | 730(60) µs    | FS(>78 %)                  | (divers)        | 5/2#+          |
| 241Fm               | 100                  | 141                  | 241,07421(32)#       | 730(60) µs    | α (<14 %)                  | 237Cf           | 5/2#+          |
| 242Fm               | 100                  | 142                  | 242,07343(43)#       | 0,8(2) ms     | FS                         | (divers)        | 0+             |
| 242Fm               | 100                  | 142                  | 242,07343(43)#       | 0,8(2) ms     | α (rare)                   | 238Cf           | 0+             |
| 243Fm               | 100                  | 143                  | 243,07447(23)#       | 231(9) ms     | α (91 %)                   | 239Cf           | 7/2−#          |
| 243Fm               | 100                  | 143                  | 243,07447(23)#       | 231(9) ms     | FS (9 %)                   | (divers)        | 7/2−#          |
| 243Fm               | 100                  | 143                  | 243,07447(23)#       | 231(9) ms     | β+ (rare)                  | 243Es           | 7/2−#          |
| 244Fm               | 100                  | 144                  | 244,07404(22)#       | 3,12(8) ms    | FS (99 %)                  | (divers)        | 0+             |
| 244Fm               | 100                  | 144                  | 244,07404(22)#       | 3,12(8) ms    | α (1 %)                    | 240Cf           | 0+             |
| 245Fm               | 100                  | 145                  | 245,07535(21)#       | 4,2(13) s     | α (95,7 %)                 | 241Cf           | 1/2+#          |
| 245Fm               | 100                  | 145                  | 245,07535(21)#       | 4,2(13) s     | β+ (4,2 %)                 | 245Es           | 1/2+#          |
| 245Fm               | 100                  | 145                  | 245,07535(21)#       | 4,2(13) s     | FS (0,13 %)                | (divers)        | 1/2+#          |
| 246Fm               | 100                  | 146                  | 246,075350(17)       | 1,54(4) s     | α (85 %)                   | 242Cf           | 0+             |
| 246Fm               | 100                  | 146                  | 246,075350(17)       | 1,54(4) s     | β+ (10 %)                  | 246Es           | 0+             |
| 246Fm               | 100                  | 146                  | 246,075350(17)       | 1,54(4) s     | β+, FS (10 %)              | (divers)        | 0+             |
| 246Fm               | 100                  | 146                  | 246,075350(17)       | 1,54(4) s     | FS (4,5 %)                 | (divers)        | 0+             |
| 247Fm               | 100                  | 147                  | 247,07695(12)#       | 31(1) s       | α (>50 %)                  | 243Cf           | (7/2+)         |
| 247Fm               | 100                  | 147                  | 247,07695(12)#       | 31(1) s       | β+ (<50 %)                 | 247Es           | (7/2+)         |
| 248Fm               | 100                  | 148                  | 248,077186(9)        | 35,1(8) s     | α (93 %)                   | 244Cf           | 0+             |
| 248Fm               | 100                  | 148                  | 248,077186(9)        | 35,1(8) s     | β+ (7 %)                   | 248Es           | 0+             |
| 248Fm               | 100                  | 148                  | 248,077186(9)        | 35,1(8) s     | FS (0,10 %)                | (divers)        | 0+             |
| 249Fm               | 100                  | 149                  | 249,078928(7)        | 1,6(1) min    | β+ (85 %)                  | 249Es           | (7/2+)#        |
| 249Fm               | 100                  | 149                  | 249,078928(7)        | 1,6(1) min    | α (15 %)                   | 245Cf           | (7/2+)#        |
| 250Fm               | 100                  | 150                  | 250,079521(9)        | 30,4(15) min  | α (90 %)                   | 246Cf           | 0+             |
| 250Fm               | 100                  | 150                  | 250,079521(9)        | 30,4(15) min  | CE (10 %)                  | 250Es           | 0+             |
| 250Fm               | 100                  | 150                  | 250,079521(9)        | 30,4(15) min  | FS (6,9×10−3 %)            | (divers)        | 0+             |
| 250mFm              | 1199,2(10) keV       | 1199,2(10) keV       | 1199,2(10) keV       | 1,92(5) s     | TI                         | 250Fm           | (8−)           |
| 251Fm               | 100                  | 151                  | 251,081540(16)       | 5,30(8) h     | β+ (98,2 %)                | 251Es           | (9/2−)         |
| 251Fm               | 100                  | 151                  | 251,081540(16)       | 5,30(8) h     | α (1,8 %)                  | 247Cf           | (9/2−)         |
| 251mFm              | 200,09(11) keV       | 200,09(11) keV       | 200,09(11) keV       | 21,1(16) µs   | (5/2+)                     |                 |                |
| 252Fm               | 100                  | 152                  | 252,082467(6)        | 25,39(4) h    | α (99,99 %)                | 248Cf           | 0+             |
| 252Fm               | 100                  | 152                  | 252,082467(6)        | 25,39(4) h    | FS (0,0023 %)              | (divers)        | 0+             |
| 252Fm               | 100                  | 152                  | 252,082467(6)        | 25,39(4) h    | β+β+ (rare)                | 252Cf           | 0+             |
| 253Fm               | 100                  | 153                  | 253,085185(4)        | 3,00(12) j    | CE (88 %)                  | 253Es           | (1/2)+         |
| 253Fm               | 100                  | 153                  | 253,085185(4)        | 3,00(12) j    | α (12 %)                   | 249Cf           | (1/2)+         |
| 254Fm               | 100                  | 154                  | 254,0868544(30)      | 3,240(2) h    | α (99,94 %)                | 250Cf           | 0+             |
| 254Fm               | 100                  | 154                  | 254,0868544(30)      | 3,240(2) h    | FS (0,0592 %)              | (divers)        | 0+             |
| 255Fm               | 100                  | 155                  | 255,089964(5)        | 20,07(7) h    | α                          | 251Cf           | 7/2+           |
| 255Fm               | 100                  | 155                  | 255,089964(5)        | 20,07(7) h    | FS (2,4×10−5 %)            | (divers)        | 7/2+           |
| 256Fm               | 100                  | 156                  | 256,091774(8)        | 157,6(13) min | FS (91,9 %)                | (divers)        | 0+             |
| 256Fm               | 100                  | 156                  | 256,091774(8)        | 157,6(13) min | α (8,1 %)                  | 252Cf           | 0+             |
| 257Fm               | 100                  | 157                  | 257,095106(7)        | 100,5(2) j    | α (99,79 %)                | 253Cf           | (9/2+)         |
| 257Fm               | 100                  | 157                  | 257,095106(7)        | 100,5(2) j    | FS (0,21 %)                | (divers)        | (9/2+)         |
| 258Fm               | 100                  | 158                  | 258,09708(22)#       | 370(14) µs    | FS                         | (divers)        | 0+             |
| 259Fm               | 100                  | 159                  | 259,1006(3)#         | 1,5(3) s      | FS                         | (divers)        | 3/2+#          |
| 260Fm,              | 100                  | 160                  | 260,10281(55)#       | 4 ms          | 0+                         |                 |                |

1. ↑  Abréviations:

CE : Capture électronique

TI : Transition isomérique

FS : Fission spontanée
2. ↑  Nucléide le plus lourd produit par capture de neutron
3. ↑  La découverte de cet isotope n'est pas confirmée
4. ↑  Produit de désintégration issu de 260Md, il n'est pas synthétisé directement.